# Бате Енчо
Енчо Кирилов Данаилов е популярен български актьор и телевизионен водещ, известен като Бате Енчо от предаването за деца по БТВ „Кой е по-по-най“, което води дълги години.

## Биография
Роден е на 20 октомври 1957 г. в Русе. Учи в НАТФИЗ „Кръстьо Сарафов“ в класа на проф. Атанас Илков, специалност „Актьорско майсторство за куклен театър“ (1980 – 1984), работи като актьор в Държавен куклен театър – гр. Пловдив (1984 – 1991), същевременно е и гост-актьор в Пловдивската опера. От 1990 до 2000 г. е преподавател в НАТФИЗ „Кр. Сарафов“ по актьорско майсторство за куклен театър, за пантомима и за анимационна режисура.
Данаилов има един брак зад гърба. От 1990 г. той живее на семейни начала с половинката си Лили. Има три дъщери. Говори японски език. Играе и популяризира японски игри, пее японски песнички.
Данаилов взема участие в реалити предаванията Dancing Stars и „Маскираният певец“ (в ролята на Звездата). По-късно е творчески директор на бившето „Патиланци“ – детски парк „Боби и Кели“.

## Книги
- Пейте и играйте с Енчо, Жанет-45, 2003

## Филмография
- „Пътят на честта“ (2021)
- „Ягодова луна“ (2020) - Левон
- „Ганьо Балкански се завърна от Европа“ (4-сер. тв, 2004) – (в 1 серия: III)
- „След края на света“ (1998)
- „Под игото“ (9-сер. тв, 1990)
- „Усмивка за сто лева“ (1995)